# Vysoká (Suchdol)
Vysoká (německy Wissoka) je malá vesnice, část obce Suchdol v okrese Kutná Hora ve Středočeském kraji. Nachází se asi 1,5 kilometru jihovýchodně od Suchdola. Vysoká leží v katastrálním území Suchdol u Kutné Hory o výměře 5,73 km².

## Historie
První písemná zmínka o vesnici pochází z roku 1278.

## Pamětihodnosti
- Kostel Navštívení Panny Marie
- Letohrádek Belveder s kaplí sv. Jana Křtitele na Vysoké nechal postavit hrabě František Antonín Špork v roce 1697. Za pozdějších majitelů panství letohrádek nebyl využíván a postupně pustl. Stavba zanikla po požáru, způsobeném úderem blesku 30. dubna roku 1834.

## Galerie

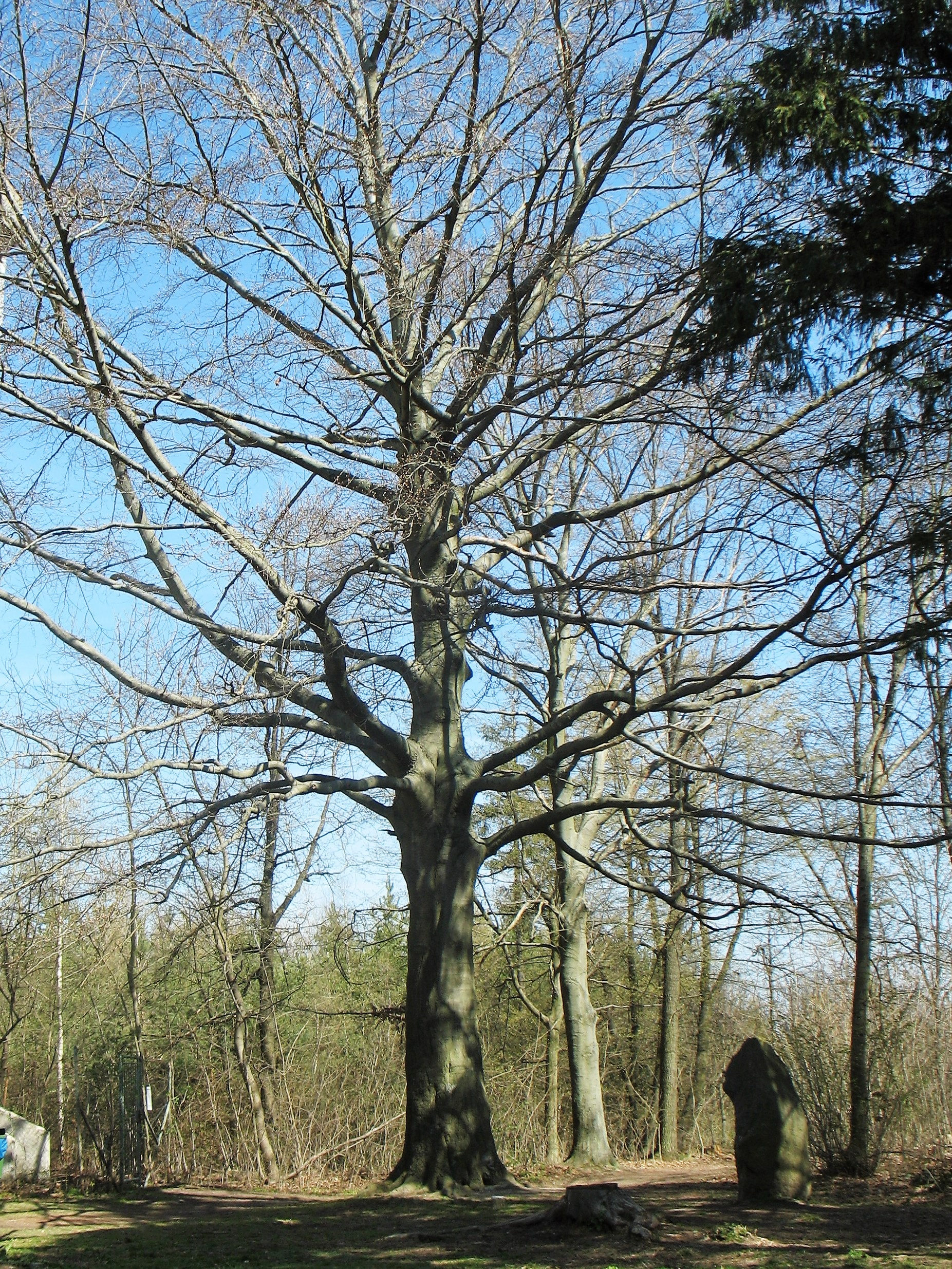
Památný buk a novodobý menhir na Vysoké
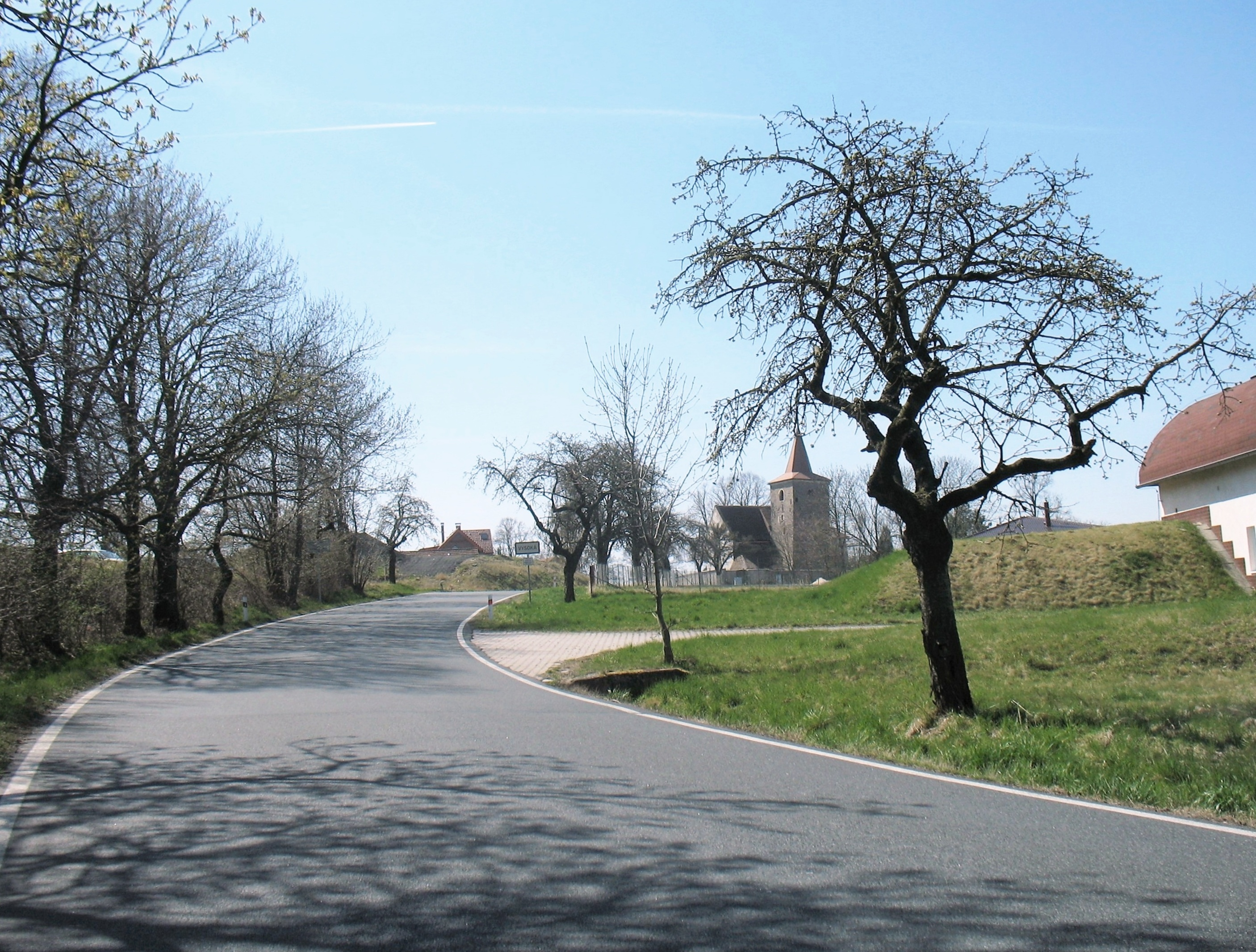
Příjezd do vsi od severu
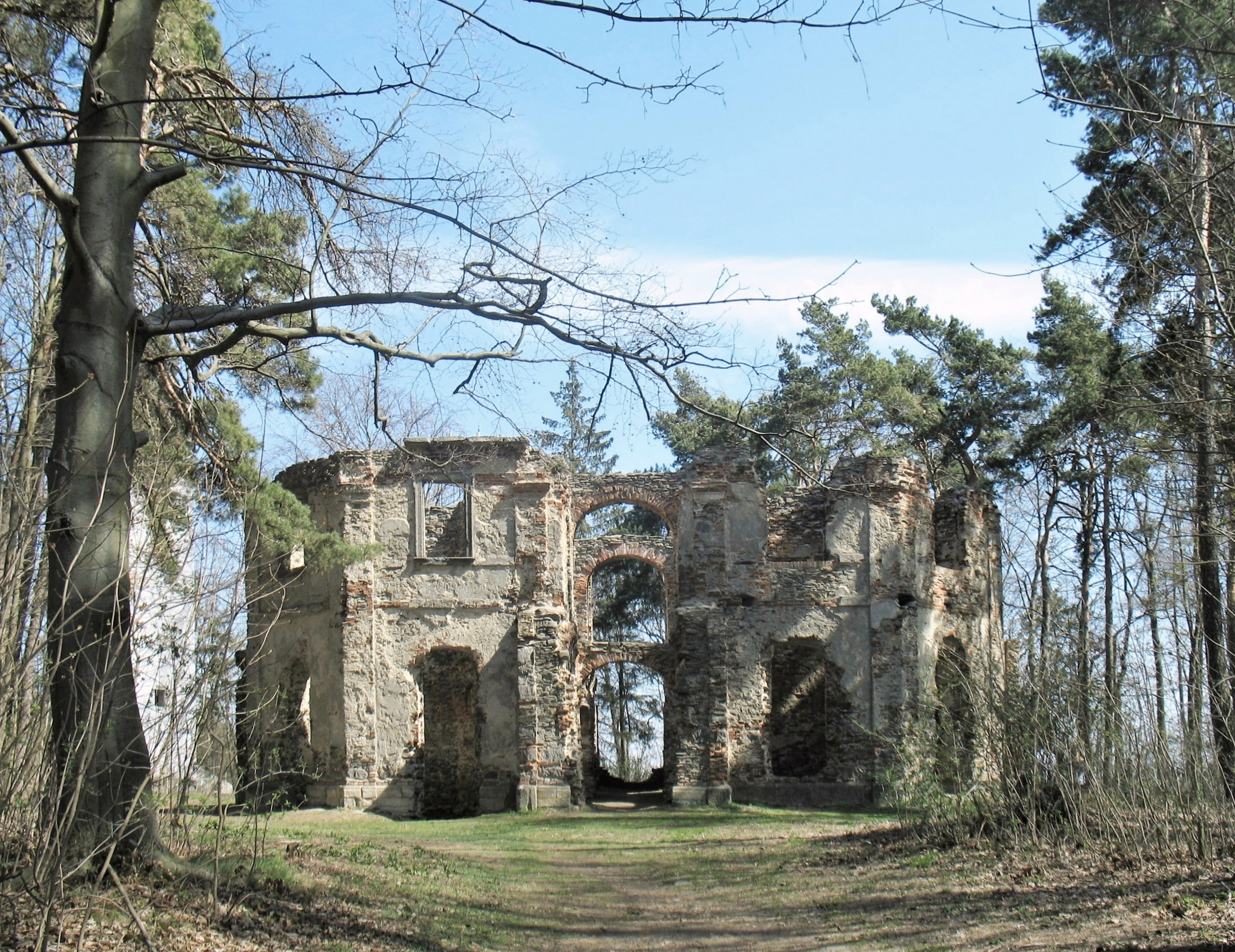
Zřícenina Šporkova letohrádku
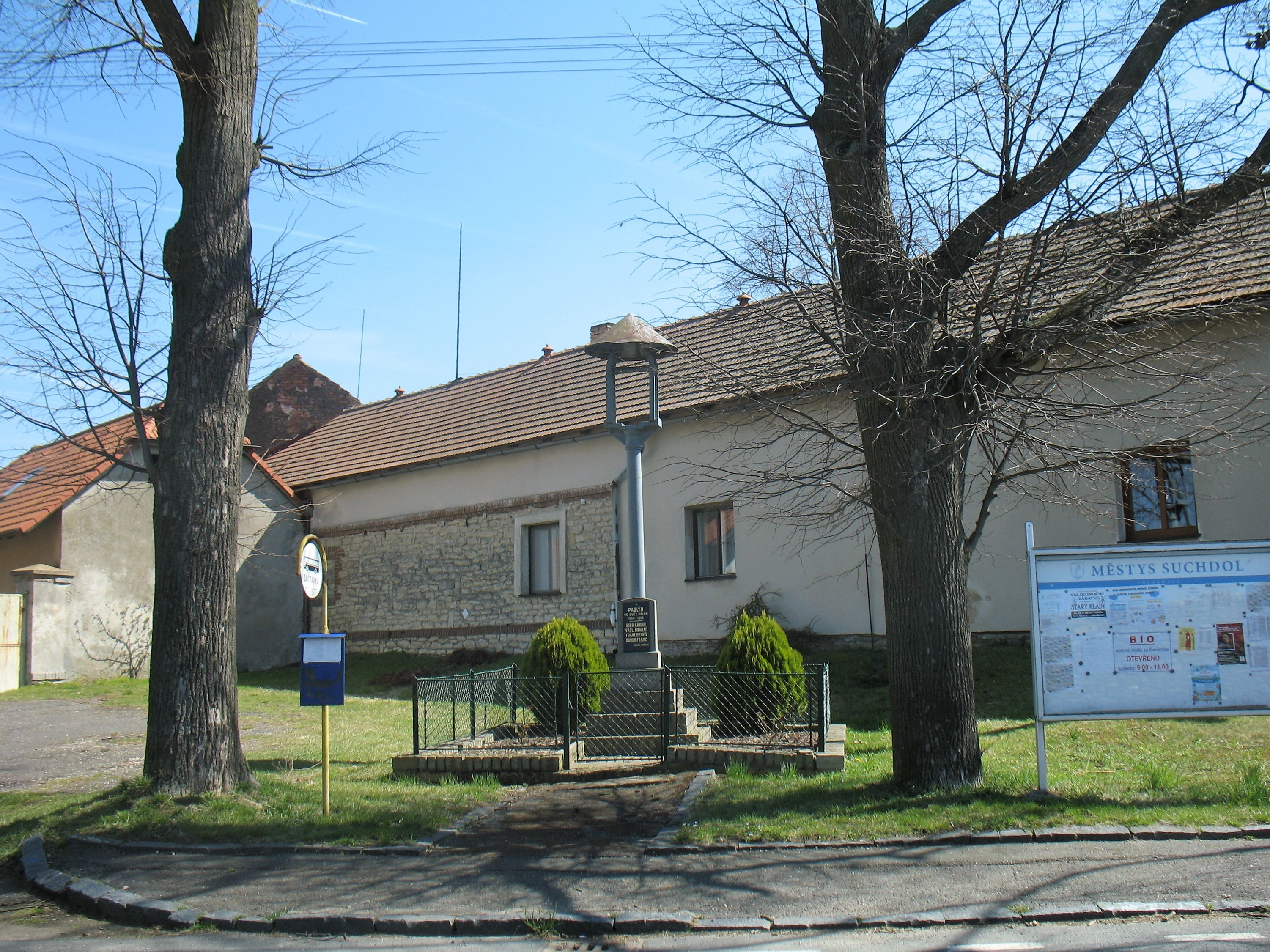
Zvonička u autobusové zastávky
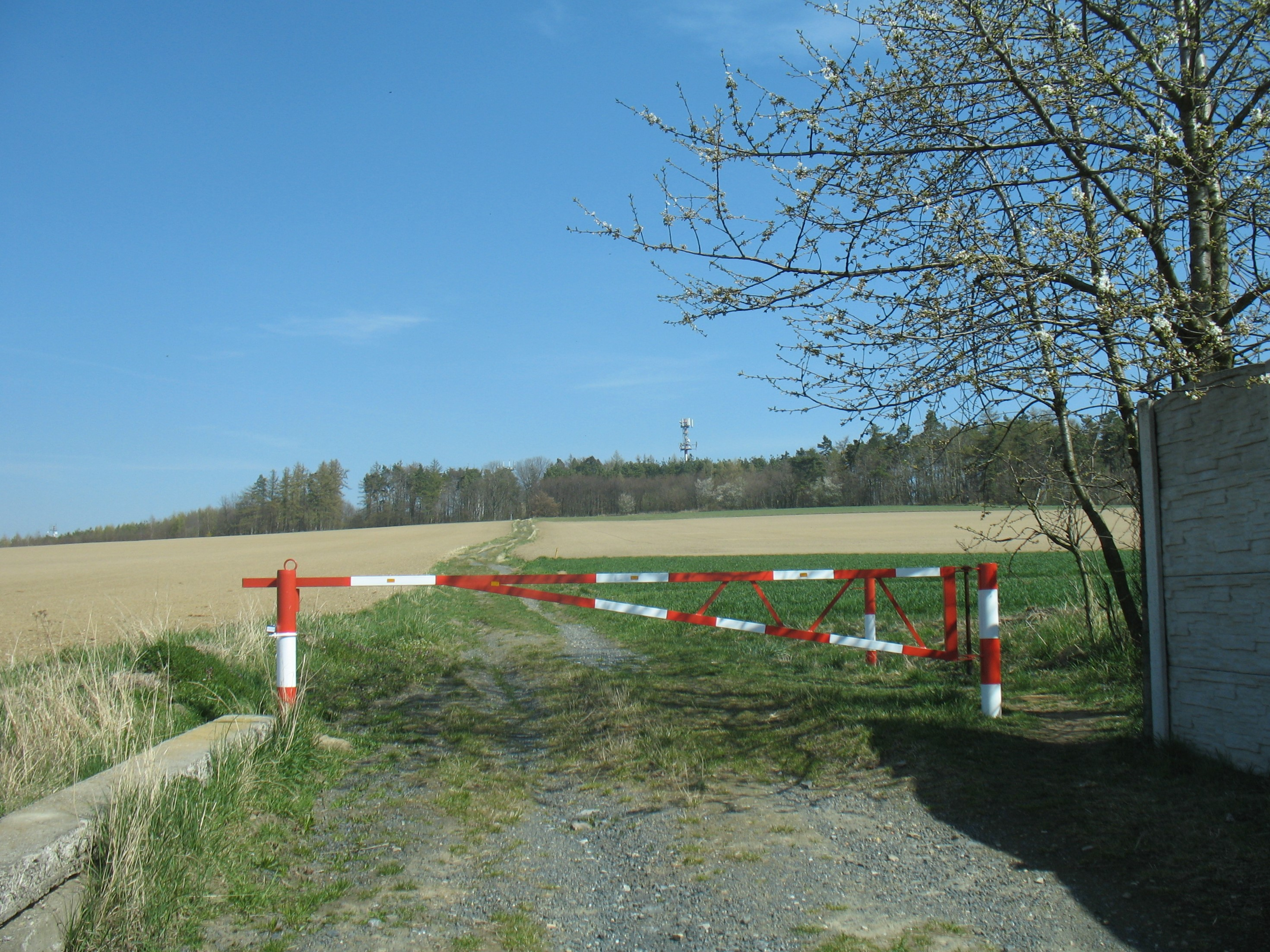
Cesta k vrcholu Vysoké
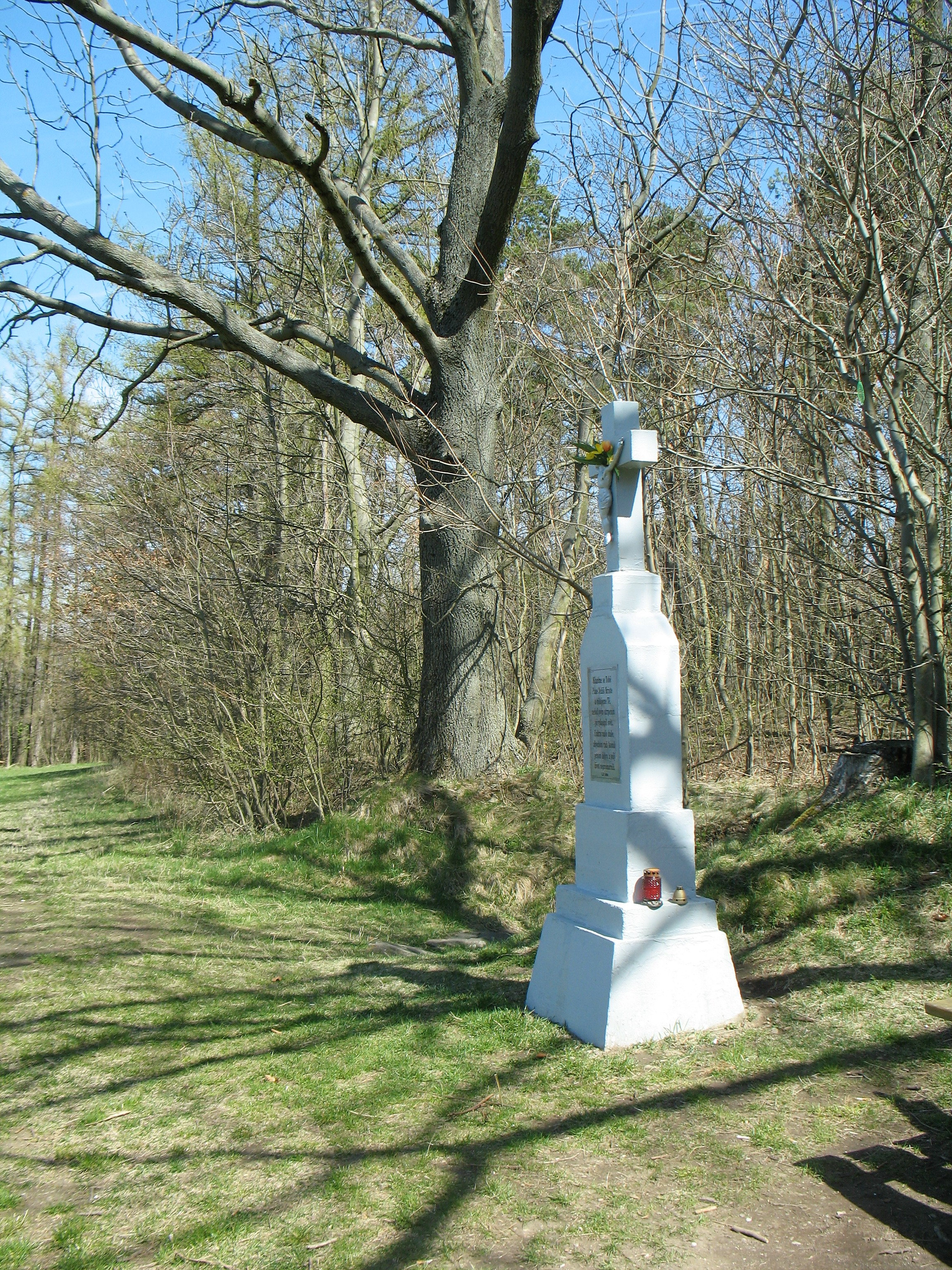
Kříž z roku 2020 u vyhlídky na Vysoké